# Родольф Женевский

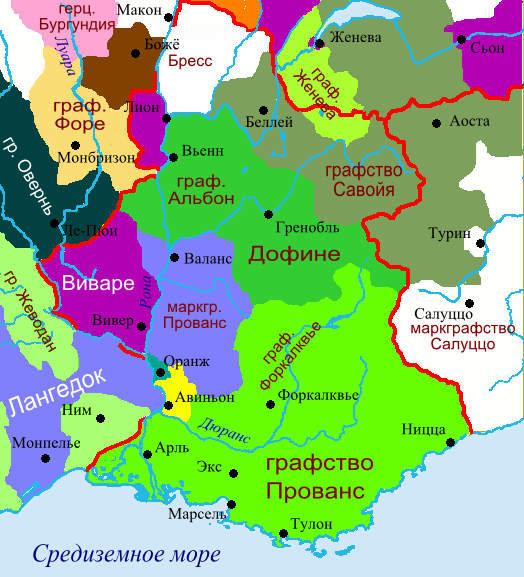
Графство Женева на карте Бургундии

Родольф (Рауль) (Rodolphe ou Raoul de Genève) (ок. 1215 — 29 мая 1265) — граф Женевы с 1252.
Сын Гильома II Женевского и его второй жены Аликс де Ла Тур дю Пен.
В ходе феодальных войн, которые вёл его отец с сеньором Фосиньи Эмоном II, в 1237 году захватил в плен и ранил его зятя Петра Савойского — брата графа Савойи Амадея IV. Поскольку это случилось во время перемирия, графа Женевы обязали заплатить компенсацию 20 тысяч марок серебром.
В 1250 г. вместе с отцом воевал с Савойей. Женевские войска потерпели поражение. По условиям мирного соглашения Гильом II обязался выплатить крупную сумму денег, и был вынужден заложить несколько сеньорий. Но средств всё равно не хватило, и долг был урегулирован уже после его смерти.
Родольф (Рауль) наследовал отцу в ноябре 1252 года. Его младший брат Генрих по завещанию Гильома II получил сеньории Вюашь и Тернье.
К маю 1260 года Родольф полностью расплатился с отцовскими долгами путём уступки Петру Савойскому части территорий.
Родольф (Рауль) с 1241 года был женат на Мари де ла Тур дю Пен (ум. не ранее 1266), даме де Варе, дочери Альберта III сеньора де ла Тур дю Пена. Дети — пятеро сыновей и дочь:
- Эймон (ум. 18.11.1280), граф Женевы
- Ги (ум. 1294), архидиакон в Дижоне
- Генрих (ум. 1296), с 1289 архиепископ Бордо
- Амедей II (ум. 22.05.1308), граф Женевы
- Жан (ум. 1297), с 1283 епископ Валанса и Ди
- Маргарита (1266 — 8.12.1322), с 1288 жена Эмара IV де Пуатье, графа Валентинуа.